# Dziwna Wiosna
Dziwna Wiosna – polski zespół muzyczny grający muzykę pop-rockową, grunge, hard rock i alternative, który powstał w 2020 r. z inicjatywy muzyków, którzy wcześniej grali razem w zespole Superhuman Like Brando.
Na Festiwalu Pol'and'rock w 2022 r. zespół wystąpił na Małej Scenie.

## Skład
- Dawid Karpiuk – śpiew i gitara
- Łukasz Moskal – perkusja
- Wojciech Traczyk – bas

## Dyskografia

### Albumy studyjne
- Dziwna wiosna (2020)
- Duchy disco (2023)